# Groot trilgras
Groot trilgras (Briza maxima) is een grassoort in de familie Poaceae. Hij groeit 60 cm hoog. Hij wordt ook in droogboeketten verwerkt. Het zaad is eetbaar. De bladeren zijn semi eetbaar.  Bij hongersnood zijn er veel voedingsstoffen uit het gras te halen door op de bladeren te kauwen, het sap op te zuigen en ten slotte de pulp uit te spugen.

## Kenmerken
De eenjarige plant wordt 10 tot 60 centimeter hoog. Het groeit losjes in trossen. De hele plant is kaal. De geelgroene, platte en dunne bladeren zijn 3 tot 8 millimeter breed. Ze zijn fijn ruw rond de randen. Het tongetje wordt 2 tot 5 millimeter lang, de bladscheden zijn glad.
De hangende aartjes, vaak overlopend van rood, zijn solitair of tot twaalf in losse, dun vertakte pluimen op 6 tot 20 mm lange, haardunne stengels. De aartjes zijn over het algemeen hartvormig tot afgerond en zijdelings samengedrukt en zijn tussen 14 en 25 mm lang. Ze bestaan uit zeven tot twintig bloemen.

## Voorkomen
De plant is inheems en wijdverbreid in de Middellandse Zee en Macaronesië. Het werd onder meer geïntroduceerd op de Britse eilanden en Duitsland. In Engeland is het genaturaliseerd op droge kusten, rotsachtige locaties en gecultiveerd land op de Scilly-eilanden en op de Kanaaleilanden Jersey en Guernsey. In Nederland komt hij zeldzaam voor. Hij is ingeburgerd tussen 1975 en 1999.